# Georgios Andrea Papandreou
|  | Denne artikel omhandler den yngre Georg Papandreou. For den ældre, se Georgios Papandreou. |
Georgios Andrea Papandreou (født 16. juni 1952 i St. Paul, Minnesota, USA), kendt som Georg(e) Papandreou er en græsk politiker fra partiet PASOK. Ved valget 4. oktober 2009 fik hans parti flertallet i parlamentet, hvorefter Papandreou blev premierminister. Såvel hans far, Andreas Papandreou, som farfar, Georgios Papandreou (også kendt som Georg Papandreou), har været regeringsledere i Grækenland.
Georgios Andrea Papandreou har siden 2006 været formand for Socialistisk Internationale.
Hans regering blev i november 2011, som følge af den græske gældskrise, afløst af en teknokratregering under ledelse af Loukas Papademos.